# Damaeus setiger
Damaeus setiger är en kvalsterart som först beskrevs av Kulczynski 1902.  Damaeus setiger ingår i släktet Damaeus och familjen Damaeidae. Inga underarter finns listade i Catalogue of Life.